# Kenta Bell
Pour les articles homonymes, voir Bell.
Kenta Bell (né le 16 mars 1977 à Kilgore, Texas) est un athlète américain, spécialiste du triple saut.

## Carrière
Son meilleur saut est de 17,63 m en avril 2002 (à Walnut). Il a également dépassé les 8 mètres au saut en longueur (8,05 m à Natchitoches en 2000).
Il a été Champion national en 2003.
En 2017, il est banni à vie par l'IAAF de toute relation avec l'athlétisme, pour avoir administré, trafiqué, détenu et avoir été complice des produits dopants, en juillet 2015.

## Palmarès
| Date | Compétition                     | Lieu     | Résultat | Performance |
| ---- | ------------------------------- | -------- | -------- | ----------- |
| 2001 | Universiade                     | Pékin    | 1er      | 17,22 m     |
| 2003 | Championnats du monde           | Paris    | 6e       | 17,08 m     |
| 2003 | Finale mondiale de l'athlétisme | Monaco   | 3e       | 16,95 m     |
| 2004 | Finale mondiale de l'athlétisme | Monaco   | 3e       | 17,16 m     |
| 2005 | Championnats du monde           | Helsinki | 7e       | 17,11 m     |